# Counterfeit
Counterfeit – debiutancki singel amerykańskiego zespołu muzycznego Limp Bizkit, pochodzący z wydanego w 1997 roku pierwszego albumu studyjnego zespołu, Three Dollar Bill, Y’All$. Ukazał się w formacie CD w następujących wydaniach: „Counterfeit” (w 1997 roku w Wielkiej Brytanii), „Counterfeit / Nobody Loves Me” (w maju 1997 roku w Stanach Zjednoczonych) i „Counterfeit Countdown” (w 1997 roku w Stanach Zjednoczonych i 21 stycznia 1998 roku w Japonii) nakładem Flip Records oraz Interscope Records.
Tekst utworu „Counterfeit” opowiada o tym, jak ludzie starają się być „fajni” oraz być kimś, kim nie są i jest wymierzony w różne lokalne zespoły rockowe, które w początkowych latach istnienia Limp Bizkit, wraz z zyskiwaniem przez niego coraz większej popularności, kopiowały jego styl, zarówno w ubiorze, jak i w tworzeniu piosenek (zawieranie w nich rapu). Utworowi towarzyszyła atmosfera kontrowersji, gdy okazało się, że wytwórnia muzyczna Limp Bizkit płaciła stacjom radiowym łapówki za jego emitowanie, co podzieliło opinię publiczną. Ostatecznie piosenka zapewniła zespołowi obecność w mediach i doprowadziła do sprzedaży ponad 1,5 miliona kopii albumu Three Dollar Bill, Y’All$, dzięki czemu zespół osiągnął status gwiazd.
W 1997 roku do utworu powstał teledysk, wyreżyserowany przez Jonathana Cravena i Rogera Pistole’a. W oryginalnej wersji teledysku (druga wersja została nakręcona później w tym samym roku przez samego Pistole’a) ukazano nastolatka jak jest zastraszany i w końcu zmienia się w człowieka-owada.

## Lista utworów
Opracowano na podstawie materiału źródłowego.
Wydanie „Counterfeit” CD brytyjskie (Flip/Interscope WLIMP1)
| Nr | Tytuł utworu                                   | Długość |
| -- | ---------------------------------------------- | ------- |
| 1. | „Counterfeit (Radio Edit)”                     |         |
| 2. | „Counterfeit (Lethal Dose Extreme Guitar Mix)” |         |
| 3. | „Counterfeit (Phat Ass Remix)”                 |         |
| 4. | „Nobody Loves Me”                              |         |

Wydanie „Counterfeit / Nobody Loves Me” CD amerykańskie (Flip/Interscope INT5P-6194)
| Nr | Tytuł utworu                  | Długość |
| -- | ----------------------------- | ------- |
| 1. | „Counterfeit (Radio Edit)”    | 4:14    |
| 2. | „Nobody Loves Me”             | 4:01    |
| 3. | „Counterfeit (Album Version)” | 5:08    |
|    |                               | 13:23   |

Wydanie „Counterfeit Countdown” CD amerykańskie (Flip/Interscope INT5P-6252)
| Nr | Tytuł utworu                                             | Długość |
| -- | -------------------------------------------------------- | ------- |
| 1. | „Counterfeit Countdown (Lethal Dose Extreme Guitar Mix)” | 3:30    |
| 2. | „Counterfeit Countdown (Lethal Dose Remix)”              | 3:22    |
| 3. | „Counterfeit Countdown (Phat Ass Remix)”                 | 3:03    |
| 4. | „Counterfeit Countdown (Radio Edit)”                     | 4:14    |
|    |                                                          | 14:09   |

Wydanie „Counterfeit Countdown” CD japońskie (Flip/Interscope MVCT-12003)
| Nr | Tytuł utworu                                             | Długość |
| -- | -------------------------------------------------------- | ------- |
| 1. | „Counterfeit (Album Version)”                            | 5:10    |
| 2. | „Counterfeit Countdown (Lethal Dose Extreme Guitar Mix)” | 3:32    |
| 3. | „Counterfeit (Lethal Dose Remix)”                        | 3:24    |
| 4. | „Counterfeit Countdown (Phat Ass Remix)”                 | 3:04    |
| 5. | „Counterfeit (USA Radio Edit)”                           | 4:14    |
|    |                                                          | 19:24   |